# 스테이지코치 (텍사스주)

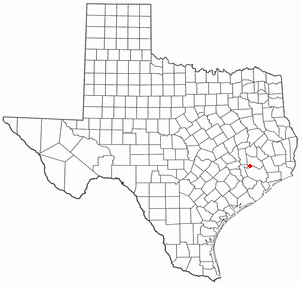

스테이지코치(Stagecoach)는 미국 텍사스주 몽고메리군의 도시이다. 2010년 인구조사에 따르면 이 지역의 인구 수는 총 538명이다.
19세기 이 지역은 역마차길의 정착지였다. 농장들은 이 지역에 나중에 설립되었으며 스테이지코치로 불리게 된 것은 W. L. 스윈리가 소유한 한 농장이었다. 스테이지코치의 지역 개발부서는 1958년에 설립되었다. 1960년대에 시민 클럽이 개장되었다. 비공식 주지사가 1974년 선출되었다. 1980년, 108명의 주민들이 이 공동체에 소속되었으며 그 해 통합되었다. 1990년 340명으로 증가하였고 2000년 455명으로 증가하였다.

## 인구
| 인구조사              | 인구 | Note  | %±    |
| --------------------- | ---- | ----- | ----- |
| 1980년                | 349  |       | —     |
| 1990년                | 340  |       | −2.6% |
| 2000년                | 455  |       | 33.8% |
| 2010년                | 538  |       | 18.2% |
| 2019 (추산)           | 592  | [ 3 ] | 10.0% |
| U.S. Decennial Census |      |       |       |